# Саранская
Саранская — река на полуострове Камчатка. Протекает по территории Быстринского района Камчатского края России.
Длина реки 13 км. Берёт истоки с северо-западных склонов горы Центральная. На всём протяжении протекает в узкой межгорной впадине в меридиональном направлении. Впадает в Ичу слева на расстоянии 180 км от её устья.
Река названа из-за обилия произрастающего здесь съедобного растения сарана.
По данным государственного водного реестра России относится к Анадыро-Колымскому бассейновому округу.
- Код водного объекта 19080000212120000030188